# Holesterol oksidaza
Holesterol oksidaza (EC 1.1.3.6, holesterol- O2 oksidoreduktaza, 3beta-hidroksi steroidna oksidoreduktaza, 3beta-hidroksisteroid:kiseonik oksidoreduktaza) je enzim sa sistematskim imenom holesterol:kiseonik oksidoreduktaza. Ovaj enzim katalizuje sledeću hemijsku reakciju
holesterol + O2 {\displaystyle \rightleftharpoons } holest-5-en-3-on +H2O2
Ovaj enzim sadrži flavin adenin dinukleotid (FAD). On je sekretorni bakterijski bifunkcionalani enzim koji katalizuje prva dva koraka degradacije holesterola. Ovaj enzim katalizuje oksidaciju 3beta-hidroksilne grupe do keto grupe, i izomerizaciju dvostruke veza u oksidovanom steroidnom sistemu prstena iz delta 5 pozicije do delta 6 pozicije (cf. EC 5.3.3.1, steroidd delta-izomeraza).

## Literatura
- Nicholas C. Price; Lewis Stevens (1999). Fundamentals of Enzymology: The Cell and Molecular Biology of Catalytic Proteins (Third изд.). USA: Oxford University Press. ISBN 019850229X.
- Eric J. Toone (2006). Advances in Enzymology and Related Areas of Molecular Biology, Protein Evolution (Volume 75 изд.). Wiley-Interscience. ISBN 0471205036.
- Branden C; Tooze J. Introduction to Protein Structure. New York, NY: Garland Publishing. ISBN 0-8153-2305-0.
- Irwin H. Segel. Enzyme Kinetics: Behavior and Analysis of Rapid Equilibrium and Steady-State Enzyme Systems (Book 44 изд.). Wiley Classics Library. ISBN 0471303097.
- William P. Jencks (1987). Catalysis in Chemistry and Enzymology. Dover Publications. ISBN 0486654605.

## Spoljašnje veze
- Cholesterol+oxidase на 